# Amtsgericht Schubin
Das Amtsgericht Schubin war ein preußisches Amtsgericht mit Sitz in Schubin (Provinz Posen).

## Geschichte
Das königlich preußische Amtsgericht Schubin wurde mit Wirkung zum 1. Oktober 1879 als eines von sieben Amtsgerichten im Bezirk des Landgerichtes Bromberg im Bezirk des Oberlandesgerichtes Posen gebildet. Der Sitz des Gerichtes war Schubin. Sein Gerichtsbezirk umfasste den Kreis Schubin ohne den Teil der den Amtsgerichten Amtsgericht Exin und Labischin zugeordnet war. Am Gericht bestanden 1880 drei Richterstellen. Das Amtsgericht war damit ein mittelgroßes Amtsgericht im Landgerichtsbezirk. Gerichtstage wurden in Znin gehalten. Der Amtsgerichtsbezirk kam aufgrund des Versailler Vertrages 1919 zu Polen, und das Amtsgericht stellte seine Arbeit ein. Im Jahre 1939 wurde Polen deutsch besetzt. Im Rahmen der Neuorganisation der Gerichte in Ostdeutschland und im ehemaligen Polen wurden das Amtsgericht Schubin neu gebildet, nun aber dem Landgericht Hohensalza zugeordnet.
Im Jahre 1945 wurde der Amtsgerichtsbezirk unter polnische Verwaltung gestellt, und die deutschen Einwohner wurden vertrieben. Damit endete auch die Geschichte des Amtsgerichtes Schubin. Unter polnischer Verwaltung entstand das Sąd Rejonowy w Szubinie (1950–1975: Sąd Powiatowy w Szubinie).